# دوین هریس
دوین هریس (انگلیسی: Devin Harris؛ زادهٔ ۲۷ فوریهٔ ۱۹۸۳) یک بازیکن بسکتبال اهل ایالات متحده آمریکا است. از باشگاه‌هایی که در آن بازی کرده‌است می‌توان به بروکلین نتس، آتلانتا هاوکس، دالاس ماوریکس، و یوتا جاز اشاره کرد.